# Liste der Monuments historiques in Wettolsheim
Die Liste der Monuments historiques in Wettolsheim führt die Monuments historiques in der französischen Gemeinde Wettolsheim auf.

## Liste der Bauwerke
| Bezeichnung   | Beschreibung                                                       | Standort                     | Kennzeichnung | Schutzstatus | Datum | Bild           |
| ------------- | ------------------------------------------------------------------ | ---------------------------- | ------------- | ------------ | ----- | -------------- |
| Burg Hageneck | Ruine einer Höhenburg, 1230er Jahre; im 16. Jahrhundert aufgegeben | südwestlich des Ortes (Lage) | PA00085734    | Classé       | 1923  | weitere Bilder |